# Шамхат
Шамхат (Самхат, а также именуемая Шамкат в вавилонской версии «Эпоса о Гильгамеше») — в шумеро-аккадской мифологии храмовая проститутка, соратница Гильгамеша и любовница Энкиду.

## Роль в эпосе
В таблицах I и II «Эпоса о Гильгамеше» Шамхат, являясь жрицей Иштар, исполняет по воле царя Гильгамеша роль соблазнительницы, усмиряющей звериную натуру Энкиду, дабы привести его к царю. Проведя с Шамхат шесть дней и семь ночей (по другой версии, две недели), Энкиду ослаблен, а дикие звери, с которыми он прежде жил, теперь боятся и избегают его. Шамхат уговаривает Энкиду отказаться от жизни с дикими животными и последовать за ней в город Урук, где правит Гильгамеш. Энкиду соглашается, и Шамхат, разорвав свой наряд надвое, отдаёт половину ему, чтобы он мог одеться. По пути в Урук Шамхат знакомит Энкиду и с другими благами цивилизации: хлебом и вином. Усмирённого Энкиду жрица любви приводит прямо в руки царя Урука, Гильгамеша.
В таблице VII «Эпоса о Гильгамеше» Энкиду, умирая, проклинает Шамхат за то, что она отвратила его от диких зверей и сделала человеком, но бог Шамаш напоминает Энкиду о том, как Шамхат накормила, напоила и одела его. Энкиду прощает жрицу и благословляет её.

## Интересные факты
Помимо традиционных вариантов написания имени (Шамхат/Самхат/Шамкат) в русскоязычной культуре имя блудницы часто пишется как Шахмат.
Имя Шамхат происходит от аккадского прилагательного женского рода «šamhu», производного от глагола «šamāhu», которое переводится как «быть великолепным».